# Tetramorium guineense
Tetramorium guineense é uma espécie de insetos himenópteros, mais especificamente de formigas pertencente à família Formicidae.
A autoridade científica da espécie é Bernard, tendo sido descrita no ano de 1953.
Trata-se de uma espécie presente no território português.